# Fischerspooner
Fischerspooner var en amerikansk electroclash-duo fra New York bestående af Casey Spooner og Warren Fischer dannet i 1998, de brød i 2019.

## Diskografi
Studiealbum
- #1 (2001)
- Odyssey (2005)
- Entertainment (2009)
- Sir (2018)

Singler
- "Emerge" (2001)
- "The 15th" (2002)